# Temporada 2017-18 da Liga Turca de Basquetebol (segunda divisão)
A Temporada 2017-18 da Türkiye Basketbol 1.Ligi é a 49ª edição da competição profissional de basquetebol correspondente ao segundo nível na pirâmide estrutural dando acesso para a Basketbol Süper Ligi (BSL) às duas melhores equipes, ao mesmo tempo que confere aos dois piores colocados o rebaixamento para a Türkiye Basketbol 2.Ligi (TB2L).

## Formato de disputa
Durante a temporada regular as 18 equipes que compõem a divisão disputam 34 jogos, sendo 17 como mandante e 17 como visitante.  Ao término desta primeira etapa, a equipe que estiver em primeiro lugar da tabela, adquire a vaga para a próxima temporada da BSL e os colocados entre as 2ª e 9ª posições são elegíveis para disputar os playoffs. As equipes classificadas entre as 10ª e 16ª posições serão mantidas na divisão, enquanto as 17ª e 18ª serão rebaixadas para a divisão inferior.

## Equipes participantes
| Clube                             | Cidade    |
| --------------------------------- | --------- |
| Afyonkarahisar Belediyespor       | Afyon     |
| Akhisar Belediyespor              | Manisa    |
| Ankara DSİ                        | Ancara    |
| Antalyaspor Kulübü                | Antália   |
| Bahçeşehir Koleji                 | Istambul  |
| Bandırma Kırmızı                  | Bandırma  |
| Bursaspor Durmazlar               | Bursa     |
| Düzce Belediye                    | Düzce     |
| Halk Enerjí TED Ankara Kolejliler | Ancara    |
| İstanbulspor Beylikdüzü           | Istambul  |
| Karesi Spor                       | Balıkesir |
| OGM Ormanspor                     | Ancara    |
| Petkim SK                         | Esmirna   |
| Samsun BŞB Anakent                | Samsun    |
| Selçuklu Beledíyesi               | Cônia     |
| Sígortam.net Bakırköy Basket      | Istambul  |
| Türk Telekom                      | Ancara    |
| Yalova Group Belediyespor         | Yalova    |

## Temporada Regular

### Partidas
| Casa\Visitante          | AFY    | AKH     | ANK    | ANT   | BAH   | BAN   | BUR   | DUZ    | TED    | IST   | KAR    | ORM   | PET   | SAM     | SEL    | BAK    | TUR     | YAL    |
| ----------------------- | ------ | ------- | ------ | ----- | ----- | ----- | ----- | ------ | ------ | ----- | ------ | ----- | ----- | ------- | ------ | ------ | ------- | ------ |
| Afyonkarahisar          |        | 86-80   | 93-94  | 83-69 | 86-84 | 86-70 | 99-74 | 97-88  | 101-78 | 96-84 | 83-65  | 65-69 | 77-74 | 92-68   | 90-75  | 99-79  | 57-64   | 105-78 |
| Akhisar Belediyespor    | 102-87 |         | 79-72  | 79-68 | 76-68 | 82-85 | 77-81 | 81-65  | 70-68  | 64-80 | 87-83  | 78-83 | 70-77 | 70-60   | 82-92  | 89-79  | 94-93   | 77-69  |
| Ankara DSİ              | 94-100 | 94-95   |        | 63-75 | 88-62 | 78-89 | 80-74 | 84-78  | 46-66  | 84-67 | 65-67  | 84-74 | 94-87 | 89-88   | 74-81  | 73-70  | 78-89   | 57-58  |
| Antalyaspor Kulübü      | 71-65  | 81-55   | 86-78  |       | 83-77 | 73-71 | 66-95 | 81-83  | 98-90  | 82-81 | 88-91  | 82-73 | 86-76 | 77-70   | 93-90  | 69-71  | 81-91   | 87-82  |
| Bahçeşehir Koleji       | 86-90  | 75-86   | 81-74  | 90-74 |       | 88-68 | 71-68 | 85-78  | 94-65  | 82-72 | 94-89  | 95-88 | 77-68 | 113-86  | 74-76  | 98-75  | 66-101  | 85-72  |
| Bandırma Kırmızı        | 74-92  | 74-71   | 86-80  | 75-79 | 63-69 |       | 74-85 | 79-77  | 65-87  | 66-60 | 96-92  | 73-65 | 89-82 | 79-56   | 83-92  | 83-85  | 71-78   | 79-75  |
| Bursaspor Durmazlar     | 72-74  | 85-60   | 89-73  | 93-82 | 93-81 | 76-73 |       | 91-65  | 91-84  | 83-77 | 72-74  | 83-70 | 78-85 | 76-63   | 99-76  | 92-81  | 90-79   | 99-98  |
| Düzce Belediye          | 69-78  | 72-70   | 79-61  | 80-78 | 82-74 | 99-80 | 57-64 |        | 73-91  | 74-73 | 80-74  | 65-73 | 65-56 | 70-67   | 82-95  | 74-81  | 65-72   | 84-77  |
| TED Ankara Kolejliler   | 69-74  | 90-71   | 87-88  | 77-82 | 53-83 | 81-83 | 77-89 | 70-73  |        | 87-68 | 81-82  | 70-90 | 83-73 | 68-97   | 71-70  | 98-103 | 112-117 | 73-75  |
| İstanbulspor Beylikdüzü | 85-80  | 69-72   | 107-82 | 77-80 | 67-68 | 85-80 | 78-84 | 81-67  | 88-89  |       | 79-70  | 80-61 | 84-70 | 84-86   | 57-93  | 80-76  | 65-74   | 88-85  |
| Karesi Spor             | 73-82  | 88-73   | 84-80  | 74-79 | 73-78 | 75-96 | 84-88 | 79-69  | 79-75  | 79-71 |        | 60-50 | 85-65 | 99-91   | 81-92  | 75-81  | 71-78   | 90-107 |
| OGM Ormanspor           | 80-87  | 88-74   | 73-83  | 65-69 | 71-80 | 79-77 | 70-77 | 84-81  | 83-75  | 76-86 | 85-79  |       | 67-53 | 78-75   | 57-70  | 74-85  | 59-66   | 90-86  |
| Petkim SK               | 87-78  | 77-76   | 82-66  | 74-79 | 65-90 | 80-92 | 64-83 | 88-74  | 85-64  | 73-83 | 83-71  | 65-70 |       | 78-85   | 92-81  | 75-81  | 77-83   | 61-70  |
| Samsun BŞB Anakent      | 70-83  | 76-90   | 73-70  | 63-74 | 71-77 | 70-85 | 73-77 | 73-88  | 81-66  | 56-66 | 85-93  | 69-81 | 63-70 |         | 63-70  | 89-98  | 76-85   | 78-85  |
| Selçuklu Beledíyesi     | 89-71  | 71-86   | 64-59  | 73-67 | 87-85 | 66-69 | 87-80 | 81-70  | 80-67  | 73-76 | 96-65  | 67-72 | 96-68 | 83-79   |        | 75-73  | 80-90   | 78-74  |
| Sígortam.net Bakırköy   | 68-66  | 82-95   | 77-66  | 67-69 | 79-82 | 81-85 | 70-77 | 87-86  | 81-82  | 71-76 | 83-79  | 99-93 | 75-78 | 69-65   | 63-69  |        | 72-87   | 89-79  |
| Türk Telekom            | 82-74  | 75-64   | 93-73  | 73-80 | 87-82 | 87-70 | 89-90 | 114-72 | 92-81  | 79-65 | 96-71  | 92-71 | 80-64 | 83-64   | 104-69 | 90-83  |         | 88-83  |
| Yalova Group            | 85-100 | 104-101 | 84-75  | 80-96 | 80-87 | 84-88 | 78-90 | 91-90  | 87-89  | 73-77 | 101-68 | 67-73 | 81-79 | 104-107 | 77-78  | 95-88  | 75-109  |        |

### Tabela de Classificação
| Pos. | Clube                   | J  | V  | D  | PF   | PC    | Pts. | Classificação          |
| ---- | ----------------------- | -- | -- | -- | ---- | ----- | ---- | ---------------------- |
| 1    | Türk Telekom            | 34 | 30 | 4  | 2960 | 2545  | 64   | Promovido para BSL     |
| 2    | Bursaspor Durmazlar     | 34 | 27 | 7  | 2838 | 2589  | 61   | Playoffs               |
| 3    | Afyonkarahisar          | 34 | 24 | 10 | 2876 | 2649  | 58   | Playoffs               |
| 4    | Selçuklu Beledíyes      | 34 | 23 | 11 | 2715 | 2594  | 57   | Playoffs               |
| 5    | Antalyaspor Kulübü      | 34 | 23 | 11 | 2684 | 2625  | 57   | Playoffs               |
| 6    | Bahçeşehir Koleji       | 34 | 22 | 12 | 2781 | 2634  | 56   | Playoffs               |
| 7    | Bandırma Kırmızı        | 34 | 18 | 16 | 2670 | 2695  | 52   | Playoffs               |
| 8    | Akhisar Belediyespor    | 34 | 17 | 17 | 2677 | 2697  | 51   | Playoffs               |
| 9    | İstanbulspor Beylikdüzü | 34 | 16 | 18 | 2616 | 2615  | 50   | Playoffs               |
| 10   | Sígortam.net Bakırköy   | 34 | 16 | 18 | 2693 | 2743  | 50   |                        |
| 11   | OGM Ormanspor           | 34 | 16 | 18 | 2535 | 2597  | 50   |                        |
| 12   | Karesi Spor             | 34 | 13 | 21 | 2662 | 2809  | 47   |                        |
| 13   | Düzce Belediye          | 34 | 13 | 21 | 2574 | 2710  | 47   |                        |
| 14   | Yalova Group            | 34 | 11 | 23 | 2799 | 2903  | 45   |                        |
| 15   | Petkim SK               | 34 | 11 | 23 | 2531 | 2676  | 45   |                        |
| 16   | Ankara DSİ              | 34 | 11 | 23 | 2599 | 2737  | 45   |                        |
| 17   | TED Ankara Kolejliler   | 34 | 9  | 25 | 2645 | 2793  | 43   | Rebaixados para a TB2L |
| 18   | Samsun BŞB Anakent      | 34 | 6  | 28 | 2526 | 2.770 | 40   | Rebaixados para a TB2L |

## Playoffs

### Confrontos
|  | Quartas-de-final | Quartas-de-final        | Quartas-de-final  |                |                     | Semifinais | Semifinais | Semifinais |  |  | Final | Final             | Final |
|  |                  |                         |                   |                |                     |            |            |            |  |  |       |                   |       |
|  |                  | Bursaspor Durmazlar     | 2                 |                |                     |            |            |            |  |  |       |                   |       |
|  |                  | Akhisar                 | 0                 |                |                     |            |            |            |  |  |       |                   |       |
|  |                  | Akhisar                 | 0                 |                | Bursaspor Durmazlar | 1          |            |            |  |  |       |                   |       |
|  |                  |                         |                   |                | Bursaspor Durmazlar | 1          |            |            |  |  |       |                   |       |
|  |                  |                         | Bahçeşehir Koleji | 3              |                     |            |            |            |  |  |       |                   |       |
|  |                  | Antalyaspor Kulübü      | Bahçeşehir Koleji | 3              | 0                   |            |            |            |  |  |       |                   |       |
|  |                  | Antalyaspor Kulübü      |                   |                | 0                   |            |            |            |  |  |       |                   |       |
|  |                  | Bahçeşehir Koleji       | 2                 |                |                     |            |            |            |  |  |       |                   |       |
|  |                  |                         |                   |                |                     |            |            |            |  |  |       | Bahçeşehir Koleji | 1     |
|  |                  |                         |                   | Afyonkarahisar | 3                   |            |            |            |  |  |       |                   |       |
|  |                  | Selçuklu Beledíyes      | 2                 |                |                     |            |            |            |  |  |       |                   |       |
|  |                  | Bandırma Kırmızı        | 1                 |                |                     |            |            |            |  |  |       |                   |       |
|  |                  | Bandırma Kırmızı        | 1                 |                | Selçuklu Beledíyes  | 3          |            |            |  |  |       |                   |       |
|  |                  |                         |                   |                | Selçuklu Beledíyes  | 3          |            |            |  |  |       |                   |       |
|  |                  |                         | Afyonkarahisar    | 1              |                     |            |            |            |  |  |       |                   |       |
|  |                  | Afyonkarahisar          | Afyonkarahisar    | 1              | 2                   |            |            |            |  |  |       |                   |       |
|  |                  | Afyonkarahisar          |                   |                | 2                   |            |            |            |  |  |       |                   |       |
|  |                  | İstanbulspor Beylikdüzü | 1                 |                |                     |            |            |            |  |  |       |                   |       |

#### Quartas de final
| Time 1              | Série | Time 2                  | 1º Jogo | 2º Jogo | 3º Jogo |
| ------------------- | ----- | ----------------------- | ------- | ------- | ------- |
| Bursaspor Durmazlar | 2-0   | Akhisar Belediyespor    | 84-58   | 83-69   |         |
| Antalyaspor Kulübü  | 0-2   | Bahçeşehir Koleji       | 77-78   | 66-74   |         |
| Selçuklu Beledíyes  | 2-1   | Bandırma Kırmızı        | 95-65   | 72-82   | 88-65   |
| Afyonkarahisar      | 2-1   | İstanbulspor Beylikdüzü | 83-85   | 80-65   | 88-65   |

#### Semifinal
| Time 1              | Série | Time 2            | 1º Jogo | 2º Jogo | 3º Jogo | 4º Jogo | 5º Jogo |
| ------------------- | ----- | ----------------- | ------- | ------- | ------- | ------- | ------- |
| Bursaspor Durmazlar | 1 - 3 | Bahçeşehir Koleji | 76-71   | 64-69   | 73-87   | 79-90   |         |
| Selçuklu Beledíyes  | 1 - 3 | Afyonkarahisar    | 87-82   | 74-85   | 78-84   | 74-85   |         |

#### Final
| Time 1            | Série | Time 2         | 1º Jogo | 2º Jogo | 3º Jogo | 4º Jogo | 5º Jogo |
| ----------------- | ----- | -------------- | ------- | ------- | ------- | ------- | ------- |
| Bahçeşehir Koleji | 1 - 3 | Afyonkarahisar | 60-64   | 78-70   | 85-75   | 70-74   |         |

## Promoção e rebaixamentos
- Promovidos para a Basketbol Süper Ligi:
  - Türk Telekom BK (campeão temporada regular)
  - Afyonkarahisar (campeão playoffs de promoção)

- Rebaixados para a a T2BL:
  - TED Ankara Kolejliler e Samsun BŞB Anakent